# Merosargus dorsalis
Merosargus dorsalis är en tvåvingeart som beskrevs av Lindner 1969. Merosargus dorsalis ingår i släktet Merosargus och familjen vapenflugor. Inga underarter finns listade i Catalogue of Life.